# Ertl
Ertl è un comune austriaco di 1 263 abitanti nel distretto di Amstetten, in Bassa Austria; è stato istituito nel 1922 dall'unione di parte del territorio dei comuni di Sankt Peter in der Au (frazioni di Sankt Michael am Bruckbach e Kürnberg) e Waidhofen an der Ybbs.